# Otyń (Natura 2000)
Otyń (kod PLH080040) – specjalny obszar ochrony siedlisk sieci Natura 2000, zlokalizowany na strychu kościoła Podwyższenia Krzyża Świętego w Otyniu,  w województwie lubuskim. Obszar obejmuje powierzchnię 0,22 ha. Strych kościoła jest jednym z ważniejszych stanowisk kolonii rozrodczej nietoperzy w województwie lubuskim.
Teren wyznaczony został w celu zabezpieczenia życia nocka dużego Myotis myotis.
W lipcu 2015 roku potwierdzono obecność 142 nietoperzy na strychu kościoła, w tym 98 samic i 44 młode osobniki. Wieża kościoła uległa zniszczeniu w wyniku katastrofy budowlanej i została odbudowana w 2014 roku. Przed tym, w 2004 roku, stwierdzono 250 zwierząt.  Nietoperze pojawiły się na strychu już wcześniej, zarówno przed katastrofą, jak i po kapitalnym remoncie dachu przeprowadzonym w 2003 roku, kiedy to często pojawiały się w świątyni podczas nabożeństw.
Oceniono, że warunki siedliska rozrodu nocków dużych na strychu kościoła oraz ich potencjalne miejsca żerowania są odpowiednie. Wskazano na konieczność regularnego monitorowania liczby tych nietoperzy w kolonii oraz na potrzebę usuwania guana, które się nagromadziło na strychu kościoła. 